# 斯塔巴克 (華盛頓州)
斯塔巴克（英語：Starbuck）是美国华盛顿州哥倫比亞郡的一个城鎮。2010年美國人口普查時人口為129人。

## 外部連結
- （英文） 斯塔巴克官方網站 （页面存档备份，存于）